# Pangasius icaria
Pangasius icaria — вид сомоподібних риб родини акулячих сомів. Описаний у 2022 році.

## Назва
Вид названо на честь Індійської ради сільськогосподарських досліджень (Indian Council of Agricultural Research, ICAR) і використано скорочену форму назви інституції.

## Розповсюдження
Ендемік Індії. Наразі відомий лише з басейну річки Кавері у штаті Карнатака. Зібраний у двох місцях, на дамбі Меттур і у верхній течії водоспаду Шиванасамудра. Вид збирали зябровою сіткою на глибині 5–15 м під час скидання води з основної дамби.